# ベルト・ド・ブルゴーニュ
ベルト・ド・ブルゴーニュ（Berthe de Bourgogne, 964年頃 - 1010年1月16日）は、ブロワ伯ウード1世の妃、のちフランス王ロベール2世の2番目の妃。父はブルグント王コンラート、母は西フランク王ルイ4世の娘マティルド。名はドイツ名でベルタ（Bertha）とも。

## 生涯

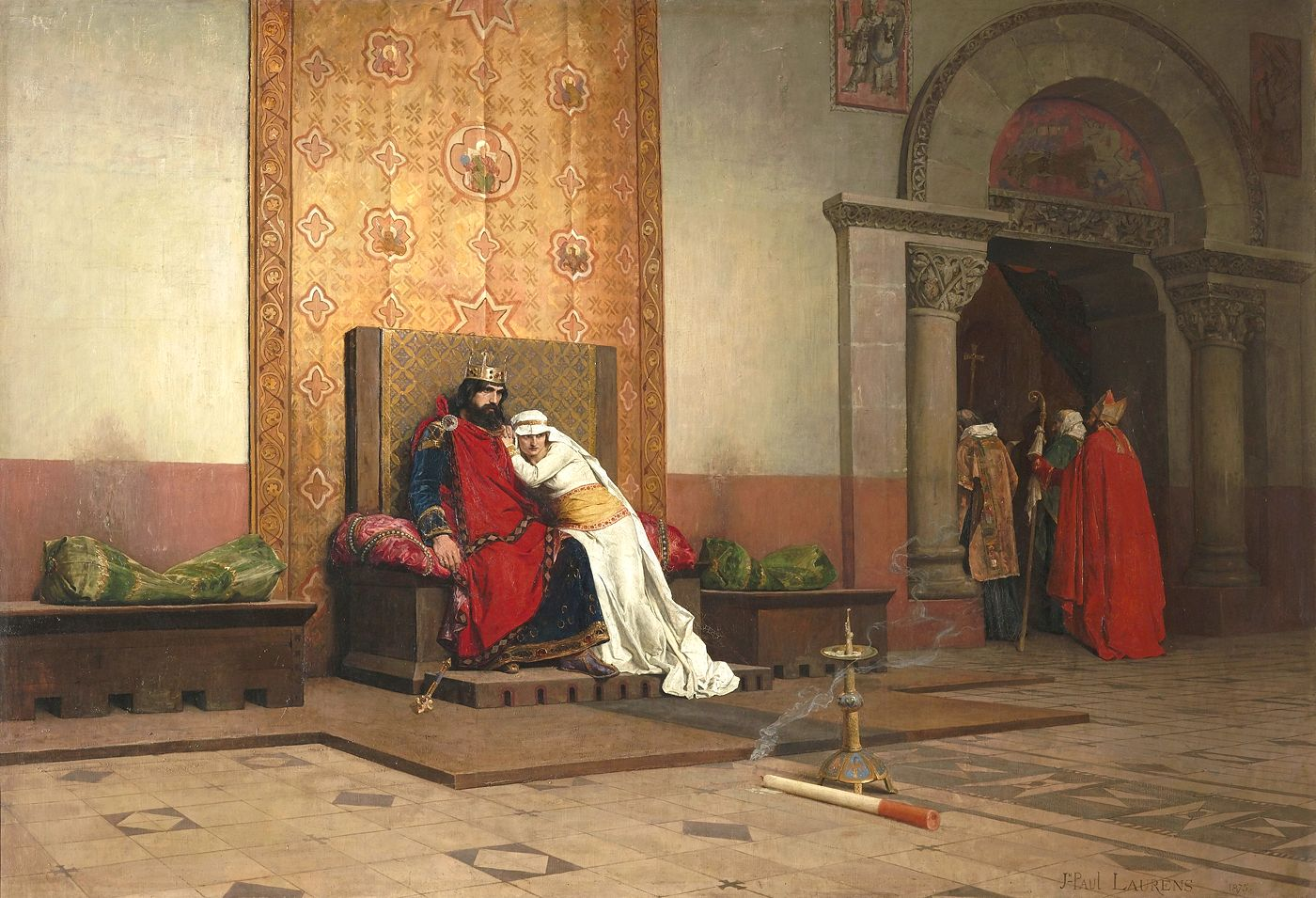
『ロベール敬虔王の破門』 ジャン＝ポール・ローランス（1875年、オルセー美術館蔵）

初婚でブロワ伯ウード1世と結婚し、ウード2世ら5人の子をもうけた。
先夫と死別後、996年にフランス王ロベール2世と再婚した。ロベールは最初の妃ロザーラと離婚してベルトとの結婚に踏み切ったが、ロベールの父方の祖母とベルトの母方の祖母が共に東フランク王ハインリヒ1世（捕鳥王）の娘という又従姉弟の関係であったため、教皇グレゴリウス5世は教会法の禁ずる近親婚であるとして結婚を認めず、997年にロベールを破門にした。
999年に死産であったが、ロベールとの間に名前不明の男児を産んでいる。
のち、次の教皇シルウェステル2世によって1000年に婚姻の無効が宣告された。
しかし、離婚後もロベール2世の気持ちが離れることはなく、ベルトは王の唯一の愛人であり続け、2人の関係は途切れることはなかった。ロベール2世とベルトは2人で1008年にローマに行き、教皇にロベールと3人目の王妃コンスタンス・ダルルとの婚姻の無効を懇願したが、無駄に終わった。
当時のフランス王妃コンスタンスは苛烈な性格をしており、夫の寵愛が得られず惨めさを味わっていた。さらにベルトを王妃に戻すことを夫に勧めたロベール2世の寵臣ユーグ・ド・ボーヴェ（フランス語版）を殺害させた疑いも持たれていた。ベルトは1011年、46歳で死去した。